# Rhaebo olallai
A Rhaebo olallai a kétéltűek (Amphibia) osztályába, a békák (Anura) rendjébe és a varangyfélék (Bufonidae) családjába tartozó faj. 2015-ig az azóta a Rhaebo fiatalabb szinonímájaként használt Andinophryne nembe tartozott Andinophryne olallai néven.

## Előfordulása
Ezt a fajt az Ecuador északnyugati részén fekvő Pichincha tartomány Tandayapa településen és Kolumbia délnyugati részén fekvő Reserva Natural Río Ñambi természetvédelmi területen figyelték meg. Természetes élőhelye az Andok 1500 méter magasságban fekvő köderdői.

## Megjelenése
A fajt csak egy 1970-ben gyűjtött múzeumi példányról ismerték, és a kutatók már attól tartottak, hogy kihalt. 2012 novemberében az Ecuador északnyugati részén fekvő Imbabur tartomány köderdőit vizsgáló biológusok egy kifejlett nőstény példányt pillantottak meg. Kutatásukat folytatva a faj további 16 egyedére, köztük fiatal békákra leltek. A fiatal egyedek színpompásak, az idősebbek mintázat nélküli barna színűek. Ez a színváltás sokkal drámaibb ennél a fajnál, mint más varangyfélénél.